# Pristimantis stictus
Pristimantis stictus es una especie de anfibio anuro de la familia Craugastoridae.

## Distribución geográfica
Esta especie es endémica del departamento de Caldas en Colombia. Se encuentra en Marulanda entre los 3500 y 3700 m sobre el nivel del mar en la Cordillera Central. Su localidad tipo es Vereda el Vergel, Municipalidad de Marulanda, Departamento de Caldas, Colombia.

## Publicación original
- González-Durán, 2016: González-Durán, G. A. 2016. A new small frog species of the genus Pristimantis (Anura: Craugastoridae) from the northern paramos of Colombia. Zootaxa, n.º 4066(4), p. 421–437.[3]